# Comuna Dragodana, Dâmbovița
Dragodana este o comună în județul Dâmbovița, Muntenia, România, formată din satele Boboci, Burduca, Cuparu, Dragodana (reședința), Pădureni, Picior de Munte și Străoști.

## Așezare
Comuna Dragodana este traversată de șoseaua DN72, ce leagă orașul Găești de municipiul resedință de județ Târgoviște.

## Demografie
Componența etnică a comunei Dragodana
     Români (91%)
     Alte etnii (0,27%)
     Necunoscută (8,73%)
Componența confesională a comunei Dragodana
     Ortodocși (88,23%)
     Creștini după evanghelie (1,52%)
     Alte religii (0,99%)
     Necunoscută (9,26%)
Conform recensământului efectuat în 2021, populația comunei Dragodana se ridică la 6.186 de locuitori, în scădere față de recensământul anterior din 2011, când fuseseră înregistrați 6.775 de locuitori. Majoritatea locuitorilor sunt români (91%), iar pentru 8,73% nu se cunoaște apartenența etnică. Din punct de vedere confesional, majoritatea locuitorilor sunt ortodocși (88,23%), cu o minoritate de creștini după evanghelie (1,52%), iar pentru 9,26% nu se cunoaște apartenența confesională.

## Politică și administrație
Comuna Dragodana este administrată de un primar și un consiliu local compus din 15 consilieri. Primarul, Gheorghe Sandu[*], de la Partidul Social Democrat, este în funcție din 2016. Începând cu alegerile locale din 2024, consiliul local are următoarea componență pe partide politice:
|  | Partid                          | Consilieri | Componența Consiliului | Componența Consiliului | Componența Consiliului | Componența Consiliului | Componența Consiliului | Componența Consiliului | Componența Consiliului | Componența Consiliului |
|  | ------------------------------- | ---------- | ---------------------- | ---------------------- | ---------------------- | ---------------------- | ---------------------- | ---------------------- | ---------------------- | ---------------------- |
|  | Partidul Social Democrat        | 8          |                        |                        |                        |                        |                        |                        |                        |                        |
|  | Partidul Național Liberal       | 5          |                        |                        |                        |                        |                        |                        |                        |                        |
|  | Alianța pentru Unirea Românilor | 2          |                        |                        |                        |                        |                        |                        |                        |                        |

## Istoric
La sfârșitul secolului al XIX-lea, comuna aparținea plășii Cobia din județul Dâmbovița și era alcătuită din cătunele Meri, Moara Popii, Cătunu Păunei și Dragodana, cu o populație totală de 886 de locuitori. Pe teritoriul comunei funcționau două biserici și comuna era cunoscută pentru producția de tutun.
La acea vreme, pe teritoriul actual al comunei, funcționau, în aceeași plasă, și comunele Cuparu și Picior de Munte. Comuna Cuparu avea în compunere satele Burduca și Cuparu, cu 598 de locuitori și în ea funcționau două biserici și o moară de apă. Comuna Picior de Munte avea doar satul de reședință, cu 980 de locuitori, o biserică și o școală.
În 1925, comuna Cuparu fusese desființată și inclusă în comuna Dragodana; aceasta făcea parte din plasa Găești a aceluiași județ și avea acum satele Dragodana, Străoști, Păunei, Meri, Burduca și Cuparu. Comuna Picior de Munte avea tot un singur sat cu 1242 de locuitori, și era inclusă în aceeași plasă.
În 1950, cele două comune au trecut în subordinea raionului Găești din regiunea Argeș. În 1968, comuna Picior de Munte s-a desființat și a fost inclusă în comuna Dragodana, satul Păunei fiind inclus în satul Picior de Munte; de atunci, comuna are componența actuală și face parte din județul Dâmbovița.